# День Співдружности
День Співдружности (англ. Commonwealth Day, День Співдружності, до 1958 — День Імперії (англ. Empire Day)) — щорічне святкування Співдружности націй, яке відзначається у другий понеділок березня. Хоча ця дата має певний офіційний статус у деяких державах-членах Співдружности, її відзначення є неоднорідним по всій організації, і в більшості країн Співдружности ця дата не є державним святом.
Походження цього заходу пов'язане з Днем Імперії — подією, що спочатку була задумана як святкування Британської імперії. Спочатку його відзначали у день народження королеви Вікторії — 24 травня або в останній будній день перед нею. У другій половині ХХ століття акценти святкування змістилися на сучасну Співдружність Націй. Подію було перейменовано на День Співдружности у 1958 році, а її дату перенесли на другий понеділок березня у 1977 році.
День Співдружности зазвичай супроводжується зверненням Голови Співдружности, а також додатковими заявами Генерального секретаря Співдружности. У містах країн-учасниць також проходять міжконфесійні богослужіння, зокрема в Вестмінстерському абатстві в Лондоні, яке очолює Голова Співдружности та відвідує Генеральний секретар.
У країнах Співдружности також проводяться церемонії підняття прапора Співдружности Націй. У Великій Британії прапори країн-членів Співдружности вивішуються в окремих місцях, тоді як у Канаді на федеральних установах майорить Королівський союзний прапор.

## Історія
Ідея щорічного святкування одного дня як державного свята по всій Британській імперії була вперше запропонована у 1894—1895 роках Томасом Робінсоном, почесним секретарем Королівського колоніального інституту в місті Вінніпег. Взявши за основу пропозицію Робінсона, Лондонська рада Королівського колоніального інституту звернулася до королеви Вікторії в липні 1894 року, стверджуючи, що, на відміну від інших держав, Британська імперія не має щорічного національного свята. Було запропоновано оголосити день народження королеви таким святом. У відповіді прем'єр-міністр Великої Британії Арчибальд Прімроуз, 5-й граф Розбері, зазначив, що це питання не належить до компетенції уряду, а є справою громади, при цьому наголосивши, що урядові установи вже відзначають день народження королеви як вихідний день. Проте ідея швидко набула підтримки з боку організацій, таких як Ліга Британської Імперії у 1890-х роках.
Ідея запровадження «Дня Імперії» як дня, що мав би «нагадувати дітям про те, що вони є частиною Британської імперії», також знайшла підтримку серед освітян у 1890-х роках. За ініціативою Клементіни Тренхолм, День Імперії вперше відзначили в школах Онтаріо у 1898 році, призначивши його на останній навчальний день перед 24 травня — днем народження королеви Вікторії. Наприкінці XIX століття День Імперії також відзначали в Капській колонії перед Другою англо-бурською війною, а згодом — у всьому Південно-Африканському Союзі. У Великій Британії День Імперії було впроваджено у 1904 році Реджинальдом Брабазоном, 12-м графом Міт, з метою «виховання відчуття колективної ідентичности та імперської відповідальности серед юних громадян імперії».
Після смерті королеви Вікторії 22 січня 1901 року її день народження — 24 травня — почали святкувати як День Імперії з 1902 року, хоча офіційно його визнали щорічним святом лише у 1916 році. У школах ранкові заняття присвячувалися «вправам, покликаним нагадати дітям про їхню величну спадщину». Центральною подією дня ставало урочисте шанування прапора Сполученого Королівства. Школярі отримували вихідний після обіду, а у громадах проводилися додаткові заходи.

Після Першої світової війни відвертий джингоїзм у святкуванні було пом'якшено на користь більш стриманого вшанування. У 1925 році 90 000 осіб взяли участь у подячному богослужінні з нагоди Дня Імперії на стадіоні Вемблі, що проходило в рамках Імперської виставки. Однак згодом День Імперії перетворився на більш стримане вшанування внаслідок подій Першої світової війни, а у Великій Британії набув політичного забарвлення, коли Лейбористська партія у 1926 році ухвалила резолюцію про припинення святкування Дня Імперії.
Консервативна партія та інші політичні сили використовували День Імперії як засіб антисоціалістичної пропаганди, водночас комуністична партія перетворила його на привід для критики британського імперіалізму. Протести також надходили з боку місцевих осередків Лейбористської партії та пацифістів. Відкрита політизація Дня Імперії серйозно підірвала його гегемонічну функцію, а політичні баталії щодо форми та змісту святкувань ускладнили підтримання уявлення про те, що фестиваль є просто доброзичливою шанобливою даниною легітимному та природному стану речей.

## Зміна назви та дати

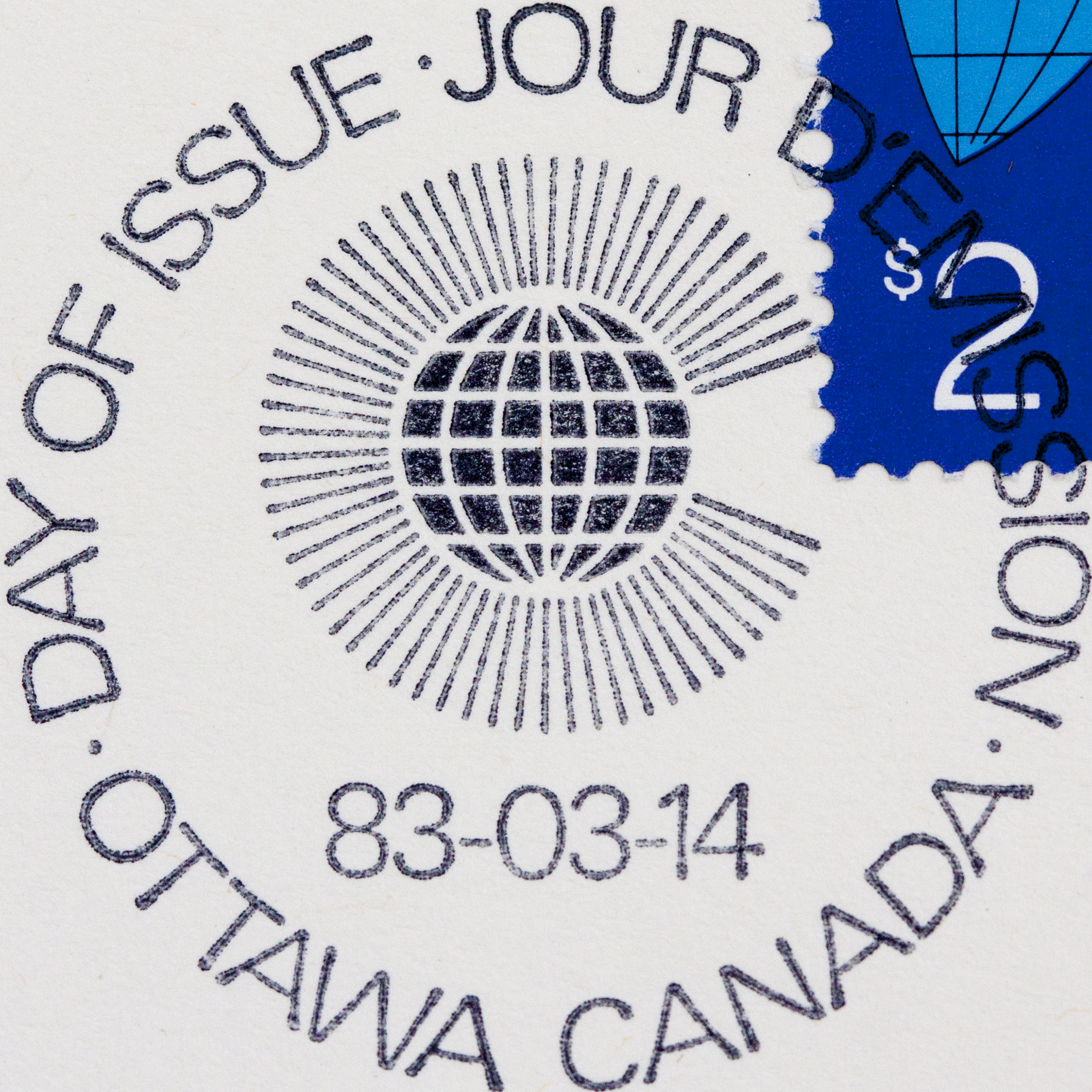
Канадський поштовий штемпель, випущений у День Співдружности 1983 року

Після Другої світової війни популярність свята стрімко зменшилася. 18 грудня 1958 року прем'єр-міністр Гарольд Макміллан оголосив у парламенті, що День Імперії буде перейменовано на День Співдружности.
У 1973 році Національна рада Королівського товариства Співдружности Канади подала пропозицію прем'єр-міністрові П'єру Еліоту Трюдо про те, щоб День Співдружности відзначався одночасно в усіх країнах Співдружности Націй. Цю пропозицію включили до канадських ініціатив, які були внесені до порядку денного Зустрічі глав урядів Співдружности 1975 року. Після зустрічі було досягнуто домовлености, що Секретаріат Співдружности обере дату, яка не має історичних асоціацій, щоб уся Співдружність могла використовувати її для святкування. Під час наради у Канберрі в травні 1976 року високопоставлені посадовці Співдружности погодили нову фіксовану дату — другий понеділок березня.
Другий понеділок березня було обрано лідерами Співдружности, оскільки цього дня більшість шкіл працює, що дозволяє учням брати участь у різноманітних заходах, пов'язаних зі Співдружністю, таких як Ігри Співдружности, симульовані зустрічі глав урядів Співдружности, а також навчання й святкування, присвячені географії, екології, продукції чи суспільствам інших країн Співдружности.

## Відзначення

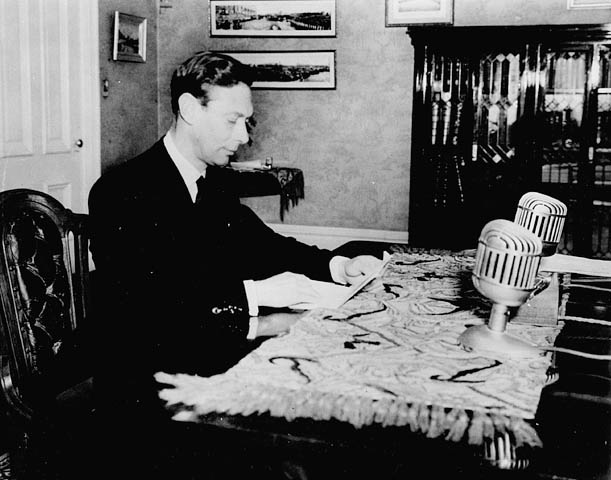
Король Георг VI виступає з промовою на День Імперії у Вінніпезі, 1939 рік.

День Співдружности відзначається щороку у другий понеділок березня. Проте його відзначення не є однаковим у різних країнах світу.
У цей день Голова Співдружности звертається з посланням до всіх країн-учасниць Співдружности Націй. Це звернення адресоване народам Співдружности, а не окремим урядам. Послання королеви Єлизавети II в минулі роки стосувалися тем, які мали важливе значення для Співдружности й на які, на її думку, громадяни можуть вплинути. У деяких країнах-учасницях до цього звернення додаються заяви від президента, прем'єр-міністра або іншого високопосадовця. Також заяву публікує Генеральний секретар Співдружности — її транслюють по радіо або публікують у ЗМІ деяких країн Співдружности.
У багатьох містах країн-учасниць проводяться багатокультурні та міжконфесійні служби на честь цього дня. Також відбуваються церемонії підняття прапора Співдружности Націй у ряді країн.

### Велика Британія

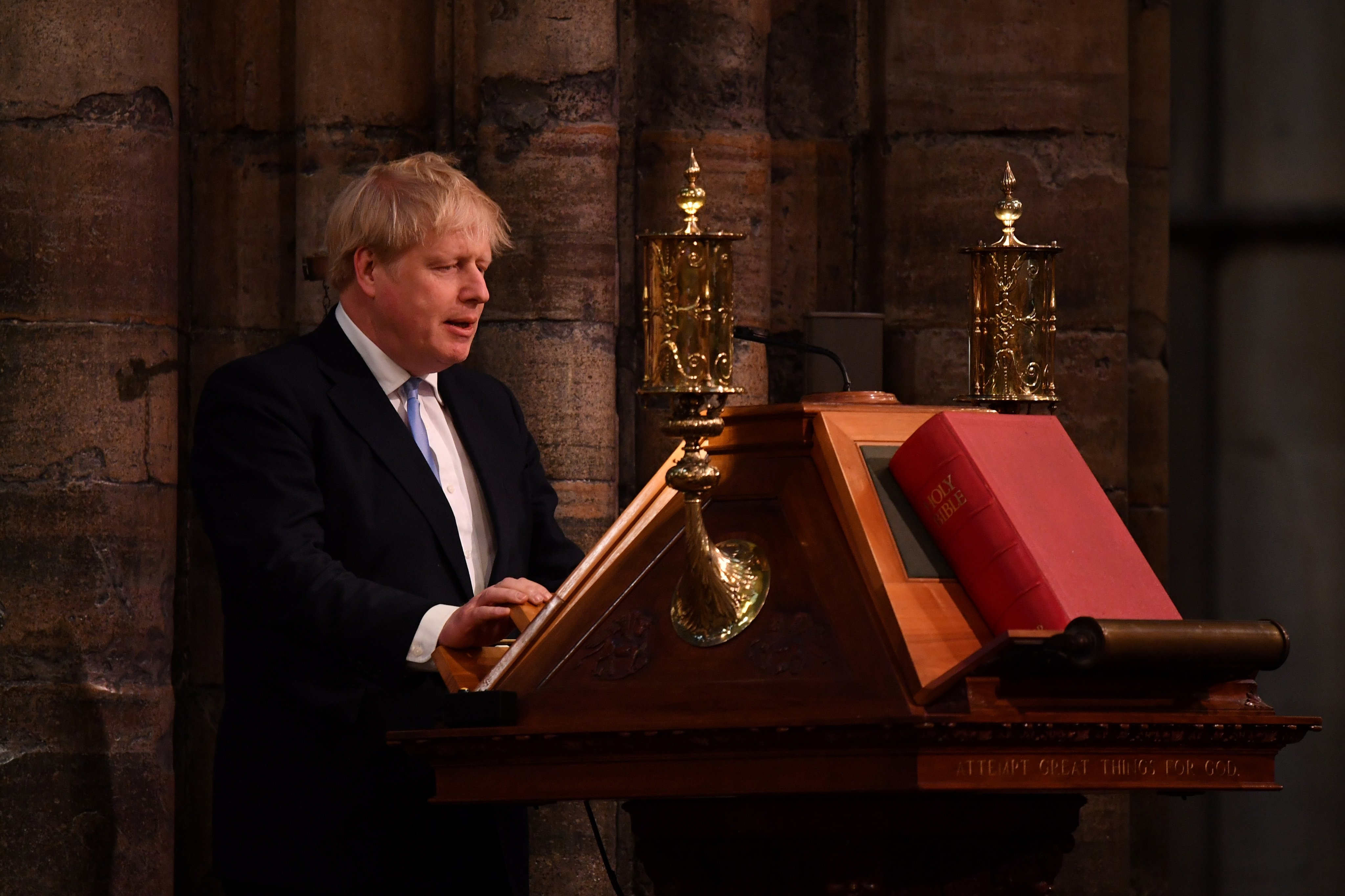
Прем'єр-міністр Великої Британії Борис Джонсон виступає у Вестмінстерському абатстві з нагоди Дня Співдружности у 2020 році

У День Співдружности прапори країн-членів Співдружности Націй підіймаються на Парламентській площі та біля Марлборо-хаусу. Прапор Великої Британії вивішується на державних будівлях країни у другий понеділок березня для відзначення свята. Інструкції уряду Шотландії також передбачають підняття прапорів Співдружности Націй та Шотландії у цей день — але лише за наявності двох або більше флагштоків на будівлі.
У Лондоні міжконфесійна служба проходить у Вестмінстерському абатстві під проводом Глави Співдружности. Під час служби представники країн-учасниць урочисто приносять прапори своїх держав на благословення. Після служби відбувається приймання, яке організовує Генеральний секретар Співдружности. Також перед службою проходить церемонія покладання вінків до Брам Пам’яті Співдружности в Лондоні на знак вшанування жертви солдатів країн Співдружности. У церемонії бере участь Генеральний секретар Співдружности.
Крім того, у різних куточках Великої Британії у День Співдружности проводяться й інші заходи, зокрема Саміт Африки Співдружности.

#### Британські заморські території
Раніше День Співдружности відзначався як державне свято в кількох Британських заморських територіях. У Британському Гонконзі до передачі території від Великої Британії Китаю у 1997 році цей день був шкільним вихідним. Також у Гібралтарі раніше цей день був офіційним святом. У 2021 році святкування було перенесене з березня на лютий. У 2022 році День Співдружности більше не значився в переліку офіційних свят Гібралтару, а лютневий вихідний було замінено на Зимові канікули. Хоча свято більше не є державним вихідним, уряд Гібралтару продовжує відзначати День Співдружности через різноманітні заходи.

### Австралія

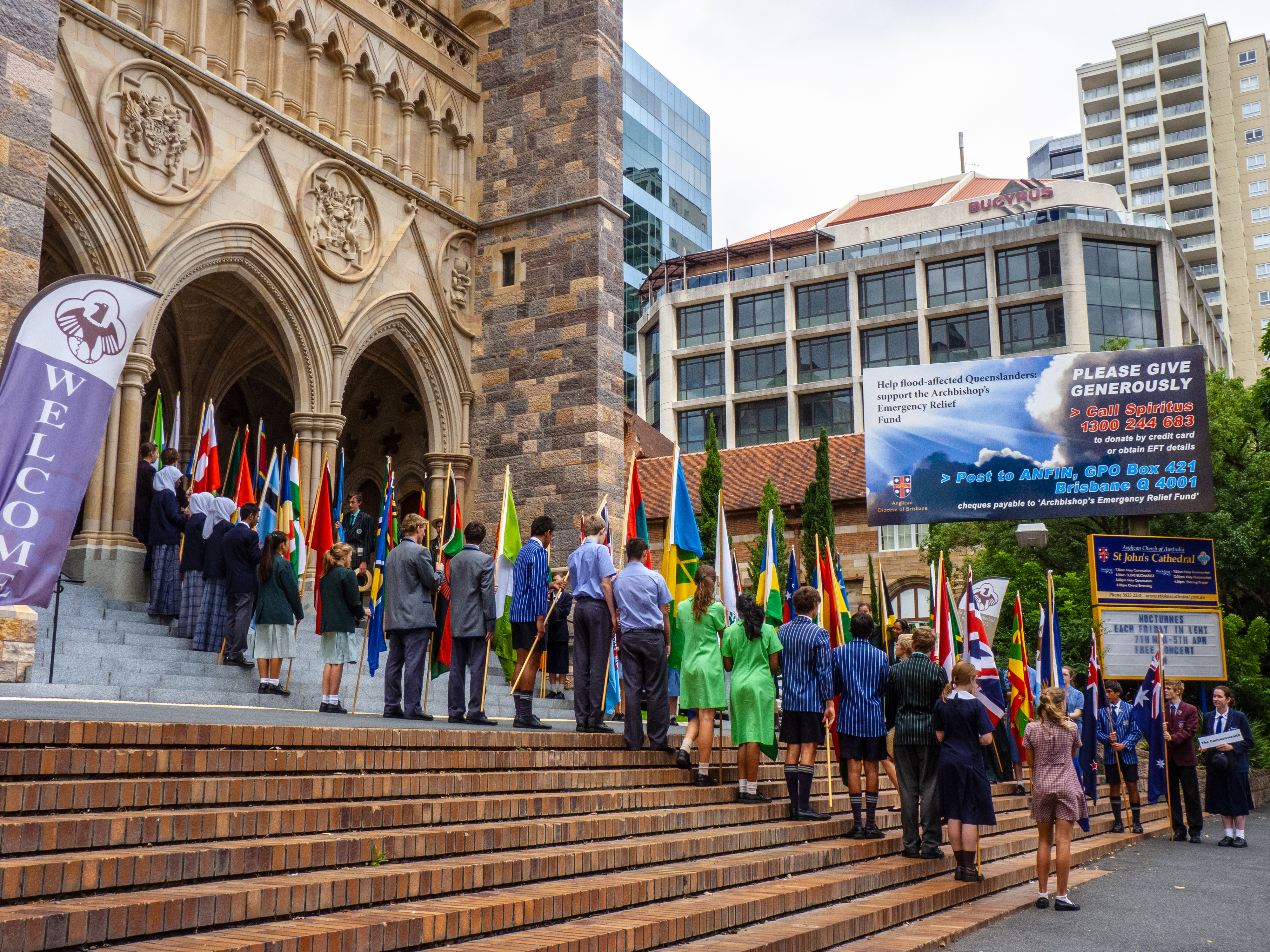
Богослужіння до Дня Співдружности 2011 року в соборі Святого Іоанна в Брисбені

В Австралії День Співдружности відзначається губернаторами штатів та генерал-губернатором. Рада Дня Співдружности штату Новий Південний Уельс щороку організовує офіційний обід за участі свого патрона — губернатора штату — у будівлі Парламенту в Сіднеї.

### Багамські Острови
На Багамах у школах проводяться урочисті збори, присвячені Дню Співдружности, з підняттям прапорів.

### Беліз

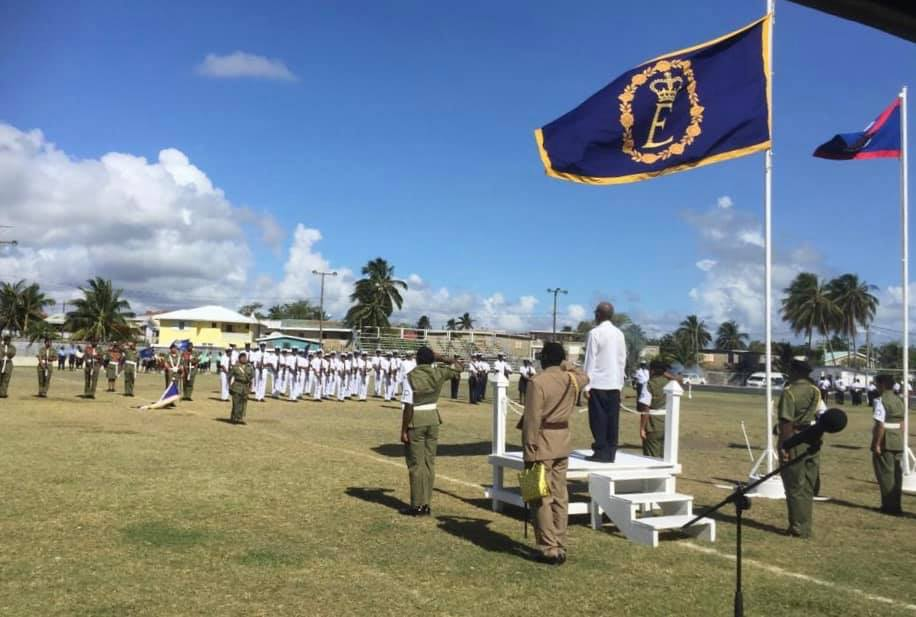
Парад до Дня Співдружності/Дня Суверена в Белізі, 2019

У Белізі День Співдружности також був відомий як День Суверена і раніше відзначався як державне свято в травні. Спочатку він присвячувався дню народження королеви Вікторії, однак пізніше набув значення вшанування членства в Співдружності Націй. У 2021 році День Суверена було виключено з офіційного переліку державних і банківських свят.

### Канада

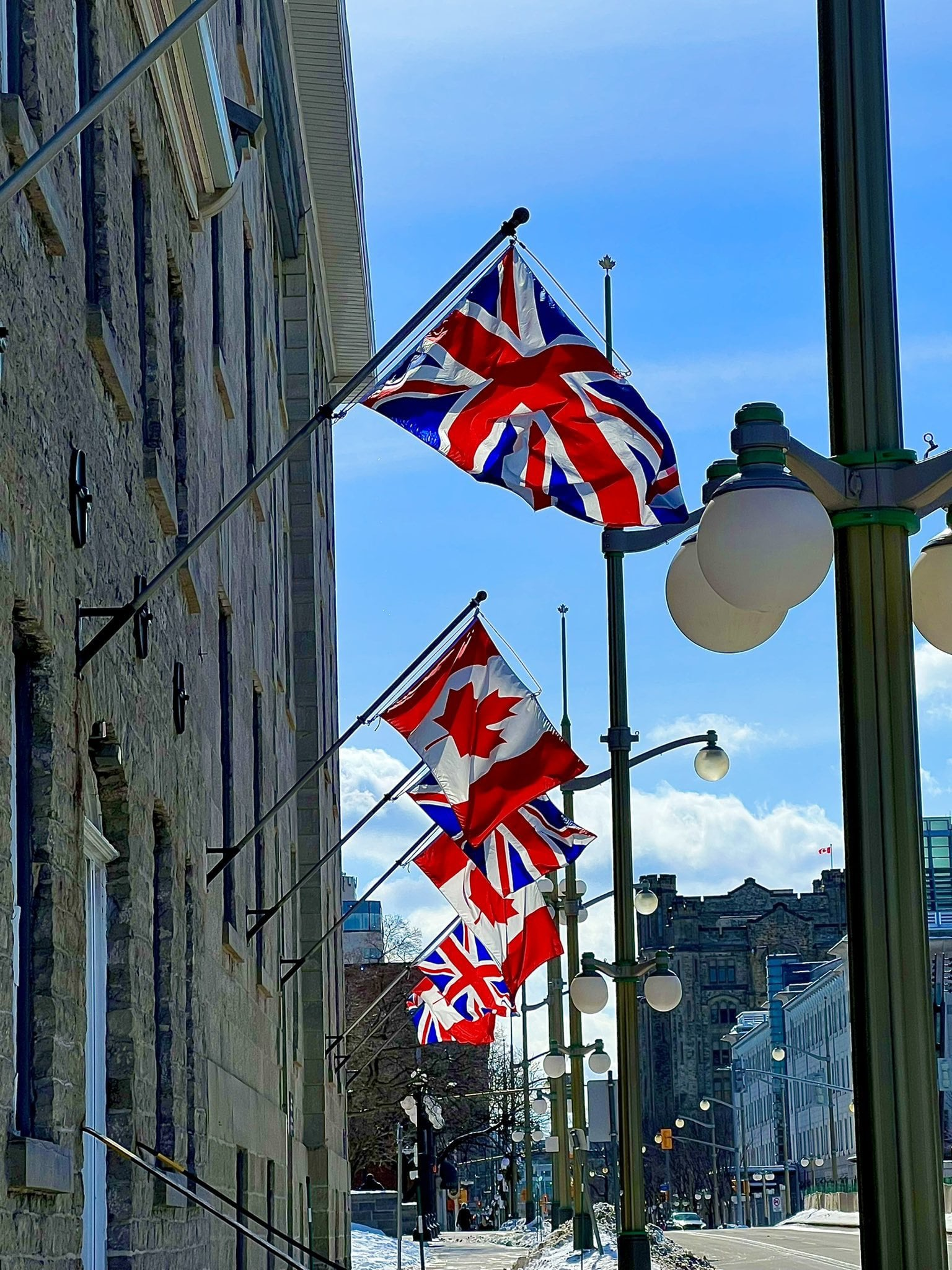
Прапори Королівського союзу майорять поруч із прапором Канади в Оттаві на День Співдружности у 2022 році

У Канаді федеральний уряд зобов'язує підіймати Королівський союзний прапор поруч із прапором Канади на всіх федеральних об'єктах по країні, де є щонайменше два флагштоки. Ця вимога про підняття Королівського союзного прапора в певні дні, включно з Днем Співдружности, ґрунтується на парламентській резолюції 1964 року після прийняття нового прапора Канади, за якою союзний прапор було збережено як офіційний символ членства країни в Співдружності та вірності Короні.
З 1898 по 1976 рік День Імперії / День Співдружности відзначався ситуативно, у зв'язку зі святом Дня Вікторії — офіційним святом у травні, яке також є днем народження монарха у Канаді. Святкування припадало на будній день перед Днем Вікторії й не було загальним державним вихідним, а скоріше днем для проведення освітніх і громадських заходів, присвячених Канаді та Британській Імперії. У 1977 році святкування Дня Співдружности було перенесене на другий понеділок березня — відповідно до нової дати, прийнятої всією Співдружністю Націй.

### Тувалу
У Тувалу День Співдружности є офіційним державним святом, відповідно до Закону про державні свята цієї країни.

## Теми Дня Співдружности
| Рік  | Тема                                                                             |
| ---- | -------------------------------------------------------------------------------- |
| 1995 | Наше сусідство в Співдружності — Працюємо разом заради толерантности й розуміння |
| 1996 | Наше партнерство у праці                                                         |
| 1997 | Діалог одне з одним                                                              |
| 1998 | Спорт нас об'єднує                                                               |
| 1999 | Музика                                                                           |
| 2000 | Обмін знаннями — Виклик комунікації                                              |
| 2001 | Нове покоління                                                                   |
| 2002 | Різноманіття                                                                     |
| 2003 | Партнерство в розвитку                                                           |
| 2004 | Створення Співдружности свободи                                                  |
| 2005 | Освіта — Створення можливостей, розкриття потенціалу                             |
| 2006 | Здоров'я та життєва сила                                                         |
| 2007 | Повага до відмінностей, сприяння розумінню                                       |
| 2008 | Довкілля — наше майбутнє                                                         |
| 2009 | Commonwealth@60 — Служіння новому поколінню                                      |
| 2010 | Наука, технології та суспільство                                                 |
| 2011 | Жінки як рушій змін                                                              |
| 2012 | Поєднання культур                                                                |
| 2013 | Можливості через підприємництво                                                  |
| 2014 | Команда Співдружности                                                            |
| 2015 | Молода Співдружність                                                             |
| 2016 | Інклюзивна Співдружність                                                         |
| 2017 | Співдружність, що будує мир                                                      |
| 2018 | Назустріч спільному майбутньому                                                  |
| 2019 | Сполучена Співдружність                                                          |
| 2020 | Реалізація спільного майбутнього                                                 |
| 2021 | Реалізація спільного майбутнього                                                 |
| 2022 | Реалізація спільного майбутнього: зв'язок, інновації, трансформація              |
| 2023 | Формування сталого та мирного спільного майбутнього                              |
| 2024 | Єдине стійке спільне майбутнє: перетворюючи наше спільне багатство               |
| 2025 | Разом ми процвітаємо                                                             |

## Виноски
1. ↑  День Імперії / День Співдружности раніше відзначався 24 травня, у день народження королеви Вікторії, або в останній робочий день перед ним. У 1977 році святкування було перенесено на другий понеділок березня, що поклало край його зв’язку з днем народження королеви Вікторії. У Белізі День Співдружности / День Суверена продовжував відзначатися в травні аж до 2021 року.
2. ↑  За правописом 2019 року
3. ↑  Тувалу відзначає День Співдружности як державне свято. Беліз і окремі британські заморські території, включаючи Гібралтар, також раніше відзначали День Співдружності як державне свято.